# Periklis Ilias
Periklis Ilias (gr. Περικλης Ηλιας, ur. 26 czerwca 1986 w Atenach) – grecki kolarz górski i szosowy, złoty medalista mistrzostw świata w maratonie MTB.

## Kariera
Pierwszy sukces w karierze Periklis Ilias osiągnął w 2003 roku, kiedy zwyciężył w cross-country juniorów podczas mistrzostw Bałkanów. Na imprezach tego cyklu zdobył także złote medale w latach 2006 i 2007 (U-23) oraz srebrny wśród seniorów w 2006 roku. Wielokrotnie zdobywał medale w mistrzostwach kraju, zarówno w kolarstwie szosowym, jak i górskim. Nigdy nie zdobył medalu na szosowych mistrzostwach świata, ale za to zdobył złoty medal na mistrzostwach świata w maratonie MTB w Ornans. W zawodach tych Grek bezpośrednio wyprzedził Niemca Moritza Milatza oraz Czecha Kristiana Hynka. W tym samym roku wystąpił również na igrzyskach olimpijskich w Londynie, ale rywalizację w cross-country ukończył na 33. pozycji.